# Лекар
Лекарят е специалист по медицина, който се грижи за поддържането, подобрението и възстановяването на здравето при хората (за животни, виж ветеринар), чрез изследването и изучаването, диагностицирането и лечението на заболявания, травми и наранявания, и други физически или емоционални и умствени неразположения, като последното се отнася по-скоро до клиничните психолози и психиатрите, макар че могат да бъдат и само съпътстващи на обичайни физически заболявания.
Лекарите могат да фокусират тяхната практика върху определени категории от заболявания, типове пациенти, методи на лечение, което е известно като отделни медицински специалности и съответно специалисти, както и да предоставят продължителна и обхватна медицинска грижа за отделни пациенти, семейства и дори общности, както е при общопрактикуващите лекари или джипита (GP, от английското: general practitioner). Медицинската практика съответно изисква както детайлно познание на академичната дисциплина (нейните базови и основни области като анатомия и физиология), също заболяванията, техните наименования, етиология и най-вече лечение и методи за лечение – това което представлява науката медицина, но също и на добро ниво този вид компетенция, която дава възможност в приложението и практиката да се осъществява изкуството на медицината.

## В България
Лекарят е лице, което притежава образователно-квалификационната степен „Магистър по медицина“ и „Магистър по дентална медицина (стоматология)“ и има право да упражнява медицинска дейност.
Лекарите провеждат изследвания; усъвършенстват или разработват теории и оперативни методи; провеждат медицински прегледи, клинични изследвания и поставят диагнози; прилагат профилактични или лечебни мерки.
НКПД класифицира лекарите в Клас 2 (Аналитични специалисти), Подклас 22 (Природонаучни и здравни специалисти), Група 222 (Здравни специалисти), Единична група 2221 (хуманни лекари), със следните възможни позиции:
- 2221 – 7001 Лекар 2221
- 2221 – 7002 Лекар, служба по трудова медицина 2221
- 2221 – 7003 Лекар, специализант 2221
- 2221 – 7004 Лекар, акушер-гинеколог 2221
- 2221 – 7005 Лекар, алерголог 2221
- 2221 – 7006 Лекар, анатом
- 2221 – 7007 Лекар, анестезиолог 2221
- 2221 – 7008 Лекар, анестезиолог и реаниматор 2221
- 2221 – 7009 Лекар, биохимик 2221
- 2221 – 7010 Лекар, вирусолог 2221
- 2221 – 7011 Лекар, гастроентеролог 2221
- 2221 – 7012 Лекар, генетик 2221
- 2221 – 7013 Лекар, геронтология и гериатрия 2221
- 2221 – 7014 Лекар, дерматовенеролог 2221
- 2221 – 7015 Лекар, ендокринолог 2221
- 2221 – 7016 Лекар, епидемиолог 2221
- 2221 – 7017 Лекар, началник отделение/лаборатория 2221
- 2221 – 7018 Лекар, имунолог 2221
- 2221 – 7019 Лекар, инфекционист 2221
- 2221 – 7020 Лекар, кардиолог 2221
- 2221 – 7021 Лекар, клинична лаборатория 2221
- 2221 – 7022 Лекар, комунална хигиена 2221
- 2221 – 7023 Лекар, медицинско застраховане и консултации 2221
- 2221 – 7024 Лекар, микробиолог 2221
- 2221 – 7025 Лекар, невролог 2221
- 2221 – 7026 Лекар, неонатолог 2221
- 2221 – 7027 Лекар, нефролог 2221
- 2221 – 7028 Лекар, обща медицина 2221
- 2221 – 7029 Лекар, онколог 2221
- 2221 – 7030 Лекар, оториноларинголог 2221
- 2221 – 7031 Лекар, офталмолог 2221
- 2221 – 7032 Лекар, паразитолог 2221
- 2221 – 7033 Лекар, патологоанатом 2221
- 2221 – 7034 Лекар, патофизиолог 2221
- 2221 – 7035 Лекар, педиатър 2221
- 2221 – 7036 Лекар, педиатър – ендокринолог 2221
- 2221 – 7037 Лекар, педиатър – алерголог 2221
- 2221 – 7038 Лекар, педиатър – кардиолог 2221
- 2221 – 7039 Лекар, педиатър – невролог 2221
- 2221 – 7040 Лекар, педиатър – нефролог 2221
- 2221 – 7041 Лекар, педиатър – онколог 2221
- 2221 – 7042 Лекар, педиатър – пневмология и фтизиатрия 2221
- 2221 – 7043 Лекар, педиатър – психиатър 2221
- 2221 – 7044 Лекар, педиатър – ревматолог 2221
- 2221 – 7045 Лекар, педиатър – хематолог 2221
- 2221 – 7046 Лекар, педиатър – гастроентеролог 2221
- 2221 – 7047 Лекар, професионални заболявания 2221
- 2221 – 7048 Лекар, психиатър
- 2221 – 7049 Лекар, пулмология и фтизиатрия
- 2221 – 7050 Лекар, радиолог
- 2221 – 7051 Лекар, ревматолог
- 2221 – 7052 Лекар, рентгенолог
- 2221 – 7053 Лекар, специалист по икономика на здравеопазването 2221
- 2221 – 7054 Лекар, специалист по медицина на бедствия и катастрофи 2221
- 2221 – 7055 Лекар, специалист по социална медицина и здравен мениджмънт 2221
- 2221 – 7056 Лекар, спортна медицина 2221
- 2221 – 7057 Лекар, съдебен психиатър 2221
- 2221 – 7058 Лекар, съдебна медицина
- 2221 – 7059 Лекар, терапевт
- 2221 – 7060 Лекар, токсиколог 2221
- 2221 – 7061 Лекар, фармаколог 2221
- 2221 – 7062 Лекар, физиотерапия и рехабилитация 2221
- 2221 – 7063 Лекар, хематолог 2221
- 2221 – 7064 Лекар, хистолог 2221
- 2221 – 7065 Лекар, цитолог 2221
- 2221 – 7066 Лекар, член на НЕЛК/ТЕЛК 2221
- 2221 – 7067 Лекар, Хирург 2221
- 2221 – 7068 Лекар, Хирург, гръден 2221
- 2221 – 7069 Лекар, Хирург, детска хирургия 2221
- 2221 – 7070 Лекар, Хирург, естетичена (козметична) хирургия 2221
- 2221 – 7071 Лекар, Хирург, кардиохирург 2221
- 2221 – 7072 Лекар, Хирург, лицева-челюстна хирургия 2221
- 2221 – 7073 Лекар, Хирург, неврохирург 2221
- 2221 – 7074 Лекар, Хирург, ортопед и травматолог 2221
- 2221 – 7075 Лекар, Хирург, пластично-възстановителен хирург 2221
- 2221 – 7076 Лекар, Хирург, съдов 2221
- 2221 – 7077 Лекар, Хирург, уролог 2221

### Университети
В България съществуват седем университета, които обучават лекари:
- Софийски университет
- Медицински университет - София
- Медицински университет - Пловдив
- Медицински университет - Плевен
- Медицински университет - Варна
- Тракийски университет - Стара Загора
- Университет „Проф. д-р Асен Златаров“ – Бургас

Кандидатстването се осъществява чрез класиране след успешно положени изпити по биология и химия. Обучението по медицина трае 6 години. Завършилите получават званието „доктор“. Никъде в света няма възможност за задочно обучение по медицина, както и всички лекари са магистри. При получаването на дипломите си младите лекари полагат тържествено Хипократова клетва.
Лекарите предпочитат да се наричат „лекари“, за да се разграничат от научните степени „доктор“ и „доктор на науките“. Доктор може да стане всеки след защитаване на дисертация, като правилно се произнася „доктор по география /математика /химия“ или „доктор на математическите науки“.
Специализацията на лекарите се осъществява след завършването им в Медицински университет/факултет. Току-що завършилият лекар е без специалност. Времето за специализация е различно и обикновено трае между 3 и 5 години за различните специалности. Стандартно е 4 години (неврология, психиатрия, очни болести и пр.).